# Martonoš
Martonoš (izvirno srbsko Мартонош; madžarsko Martonos) je naselje v Srbiji, ki upravno spada pod Občino Kanjiža; slednja pa je del Severnobanatskega upravnega okraja.

## Demografija
V naselju živi 1751 polnoletnih prebivalcev, pri čemer je njihova povprečna starost 41,7 let (39,7 pri moških in 43,7 pri ženskah). Naselje ima 865 gospodinjstev, pri čemer je povprečno število članov na gospodinjstvo 2,52.
To naselje je v glavnem madžarsko (glede na rezultate popisa iz leta 2002), a v času zadnjih treh popisov je opazno zmanjšanje števila prebivalcev.
|  |

| Demografija | Demografija     | Demografija     |
| Leto        | Št. prebivalcev | Št. prebivalcev |
| ----------- | --------------- | --------------- |
|             |                 |                 |
|             |                 |                 |
|             |                 |                 |
|             |                 |                 |
| 1948        | 3361            |                 |
| 1953        | 3266            |                 |
| 1961        | 3400            |                 |
| 1971        | 2996            |                 |
| 1981        | 2737            |                 |
| 1991        | 2423            | 2397            |
| 2002        | 2208            | 2183            |
|             |                 |                 |

| Etnična sestava po popisu iz leta 2002 | Etnična sestava po popisu iz leta 2002 | Etnična sestava po popisu iz leta 2002 | Etnična sestava po popisu iz leta 2002 | Etnična sestava po popisu iz leta 2002 |
| -------------------------------------- | -------------------------------------- | -------------------------------------- | -------------------------------------- | -------------------------------------- |
| Madžari                                | Madžari                                |                                        | 1.897                                  | 86,89%                                 |
| Srbi                                   | Srbi                                   |                                        | 155                                    | 7,10%                                  |
| Romi                                   | Romi                                   |                                        | 86                                     | 3,93%                                  |
| Albanci                                | Albanci                                |                                        | 12                                     | 0,54%                                  |
| Hrvati                                 | Hrvati                                 |                                        | 9                                      | 0,41%                                  |
| Jugoslovani                            | Jugoslovani                            |                                        | 8                                      | 0,36%                                  |
| Bunjevci                               | Bunjevci                               |                                        | 4                                      | 0,18%                                  |
| Slovaki                                | Slovaki                                |                                        | 3                                      | 0,13%                                  |
| Nemci                                  | Nemci                                  |                                        | 2                                      | 0,09%                                  |
| Črnogorci                              | Črnogorci                              |                                        | 1                                      | 0,04%                                  |
| Slovenci                               | Slovenci                               |                                        | 1                                      | 0,04%                                  |
| Makedonci                              | Makedonci                              |                                        | 1                                      | 0,04%                                  |
| Neznano                                | Neznano                                |                                        | 0                                      | 0,0%                                   |